# Keratella kostei
Keratella kostei är en hjuldjursart som beskrevs av Analia C.Paggi 1981. Keratella kostei ingår i släktet Keratella och familjen Brachionidae. Inga underarter finns listade i Catalogue of Life.